# Mycetaulus bipunctatus
Mycetaulus bipunctatus är en tvåvingeart som beskrevs av Carl Fredrik Fallén 1823. Mycetaulus bipunctatus ingår i släktet Mycetaulus, och familjen ostflugor. Arten är reproducerande i Sverige.